# Afrasiab (lugar arqueológico)
Afrasiab (en uzbeko: Afrosiyob, en persa: افراسياب‎, romanizado afrāsiyāb) es un antiguo enclave en el norte de la  ciudad de Samarcanda, actual Uzbekistán, que estuvo habitado desde el c. 500 a. C. hasta el 1220  d. C., antes de la invasión mongola en el siglo XIII. Las capas más antiguas datan de mediados del primer milenio antes de Cristo. Hoy en día, es un montículo montañoso ubicado cerca de la mezquita Bibi Janum. Las excavaciones descubrieron los ahora famosos murales de Afrasiab expuestos en el Museo Afrasiab de Samarcanda, ubicado junto al sitio arqueológico.

## Descripción general
Afrasiab es la parte más antigua, y ahora yacimiento arqueológico, de la antigua ciudad medieval de Samarcanda. Estaba ubicado en un terreno elevado por razones defensivas, al sur de un valle fluvial y al norte de una gran zona fértil que ahora forma parte de la ciudad de Samarcanda.
La ocupación de los territorios de Afrasiab comenzó en los siglos VII y VI a. C., como centro de la cultura sogdiana.
El término Qal'a-ye Afrasiab (Castillo de Afrasiab) apareció en fuentes escritas sólo hacia finales del XVII, nombre asociado popularmente con el mítico rey Afrasiab. Los expertos consideran que Afrasiab es una distorsión y una forma corrupta de la palabra tayika Parsīāb (del sogdiano Paršvāb), que significa «más allá del río negro», siendo el río Sīāhāb o Sīāb, que limita el sitio al norte. Afrā es la forma poética de la palabra persa Farā (en sí misma una palabra poética), que significa «más allá», mientras que Sīāb proviene de sīāh que significa «negro» y Āb que significa «agua»; río; mar' (según el contexto).
Las primeras excavaciones arqueológicas fueron llevadas a cabo a finales del siglo XIX, por Nikolay Veselovsky. En la década de 1920, el arqueólogo Mikhail Evgenievich Masson excavó exhaustivamente el lugar y llevó los objetos encontrados en el lugar al museo de Samarcanda. Su estudio arqueológico reveló que había existido un palacio samánida en Afrasiab. Fue nuevamente excavado activamente durante los años 1960-70.

### La ciudad

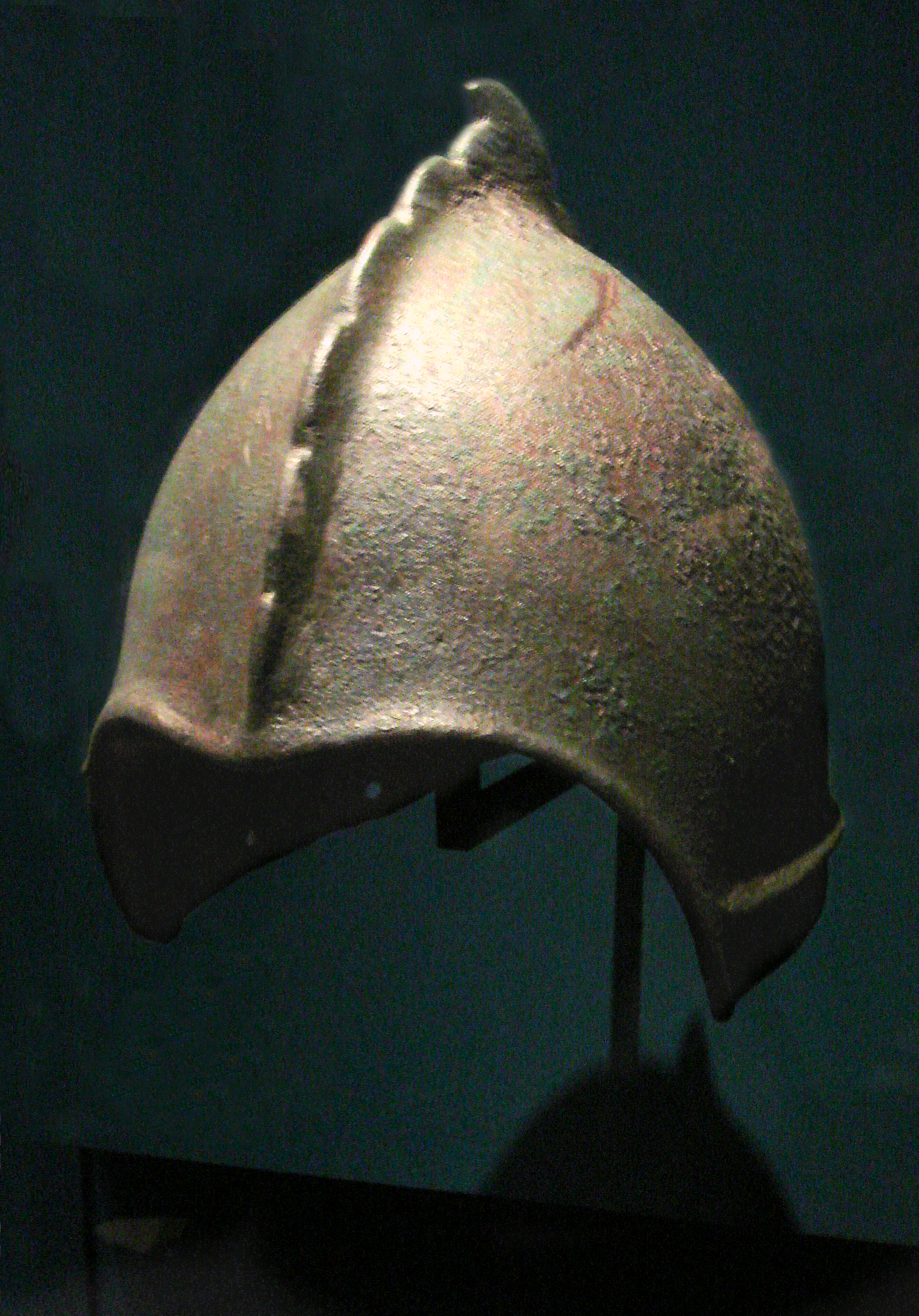
Casco escita, aleación de cobre, Afrasiab, Samarcanda, siglos -

El área de Afrasiab cubre unas 220 hectáreas y el espesor de los estratos arqueológicos alcanza entre 8 y 12 metros. La ciudad de tenía la forma de un triángulo isósceles, cuyo ángulo de base miraba hacia el sur, edificada en una colina natural, que estaba atravesada por numerosos huecos, y la ciudad misma estaba rodeada por altos muros, que ahora parecen una enorme construcción de arcilla de 40 metros de altura en el interior. La parte más larga de la ciudad tenía 1,5 kilómetros de ancho, con la entrada al pueblo situada en la parte media de la muralla oriental. También había torres, cuya longitud máxima era de 3,34 kilómetros, cuyos restos se encontraron en algunos lugares de la muralla circundante.
El agua que llegaba al pueblo se generaba en canales de agua, caños de barro y pozos. Esto significa que gran parte del lugar estaba ocupado por embalses, el mayor de los cuales tenía una capacidad de alrededor de 3 800 metros cúbicos de agua y estaba ubicado cerca de la pared sur.
No se encontraron restos de calles trazadas, ya que los edificios circundantes se derrumbaron y arruinaron los estrechos y torcidos trazados. Para construir las casas se utilizaron ladrillos sin cocer sobre estructura de madera, con molduras de arcilla. Algunas de ellas tenían ventanas con celosías de yeso montadas con pequeños trozos de vidrio.
Se encontraron muchas monedas, por las que se determinaron diferentes fechas de ocupación de Afrasiab, que en su mayor parte fueron halladas por Viatkin. Las monedas pertenecían a los sasánidas, algunas a los Bukhar Khudahs y otras a los califas omeya y abasí. Se encontraron monedas samánidas en grandes cantidades, las menos comunes fueron las de los Khwarazm Shah y las menos frecuentes fueron las de Karakhanid y Seljuk. Las de Mongke fueron las últimas monedas encontradas. Todas ellas muestran que Afrasiab estuvo habitada desde el siglo IV o V al XIII.

### Edificios en ruinas

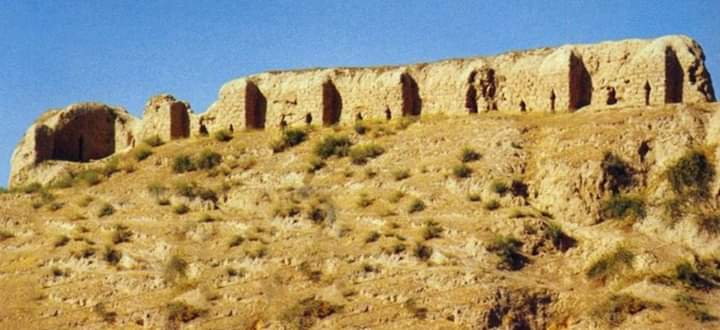
Parte del muro almenado de las ruinas de Afrasiab, Samarcanda.

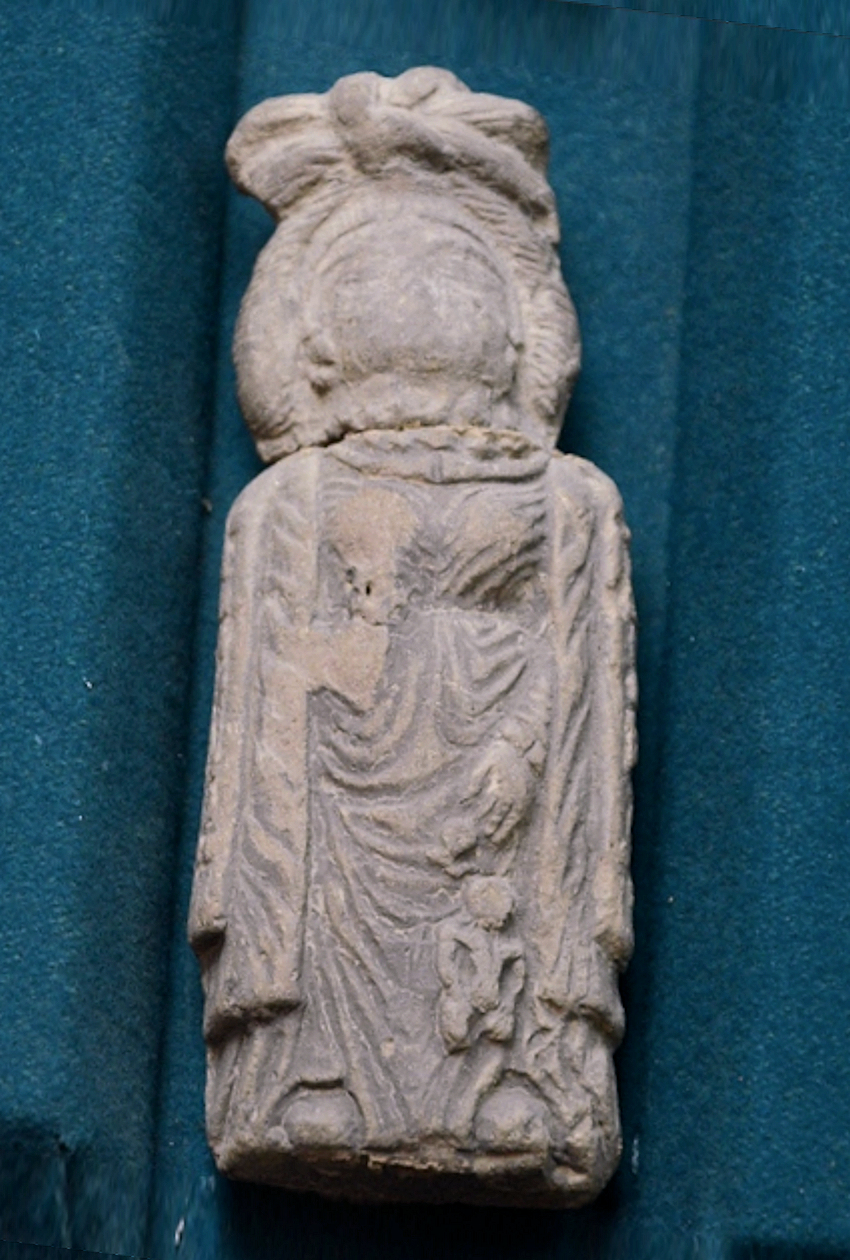
Deidad helenística (300 a. C.-300 d. C.), Afrasiab.

En Afrasiab se encontraron cinco casas de baño, de los siglos IX y X, una de las cuales constaba de cisternas, baños, tuberías que suministraban calor y agua, vestidores, cámaras de masaje, salas frías y calientes y patios abiertos, con algunas partes decoradas con estuco tallado y frescos.
En 1924, durante la investigación de Viatkin, se encontraron un fresco budista y un panel de alabastro ricamente moldeado en la pared de una habitación antigua; así como un edificio de arcilla, cubierto de ladrillo, con cúpula y paredes bien conservadas. También se encontraron muchos objetos en las paredes. En la pared de un pequeño edificio cercano se encontró una inscripción árabe: «En el nombre de Dios, el Compasivo, el Misericordioso, decid: 'Él es el único Dios, Dios el eterno'». Los descubrimientos fueron fechados mediante monedas de los siglos IX y X.
En 1929 se encontraron, entre el valle cercano al canal de riego de Siab y las ruinas de la mezquita, los restos de una casa relacionada con el siglo XII y un gran pozo de poca profundidad que contenía trigo quemado. En los tres niveles se encontraron ruinas de viviendas, y el más bajo de ellos de los primeros siglos de nuestra era, mientras que el último pertenece al período samánida, lo que también lo demuestran las monedas encontradas y relacionadas con los samánidas del siglo XIX y el siglo X.
Una de las ricas viviendas medievales de son los restos de una casa que data del siglo X, que tenía una sala abovedada lujosamente revestida con estuco de yeso tallado, que cubría tanto el interior como el exterior de las paredes. En la actualidad esta ornamentación presenta un ejemplo del arte medieval.
Durante las excavaciones de Viatkins de los años 1930 se encontraron en las ruinas de un complejo palaciego con restos de espléndidos frescos relacionados con el período Karakhanid (del siglo XI al XII d. C.), que se encontraba en la zona del Qalat, aunque el palacio fue destruido durante el levantamiento contra el poder de Khworezmi en 1212 y luego reconstruido.
Al oeste de Afrasiab se excavaron una mezquita principal y un minarete que estaba revestido con ladrillos estampados con la palabra persa Ijshid, el título de los antiguos gobernantes de Samarcanda. La mezquita fue reconstruida varias veces tal como se encontró. Durante la época samánida en el siglo X, la mezquita tenía una forma cuadrada, cuyos lados medían 78 por 78 metros, y durante la era Karajánida en los siglos XI-XII tenía una forma rectangular, ampliándose hasta 120 por 80 metros. En ella se encontraron seis puertas, las cadenas de los candelabros que iluminaban la sala de columnas y estaba decorada con estuco tallado, losas de terracota talladas y azulejos de color azul claro.

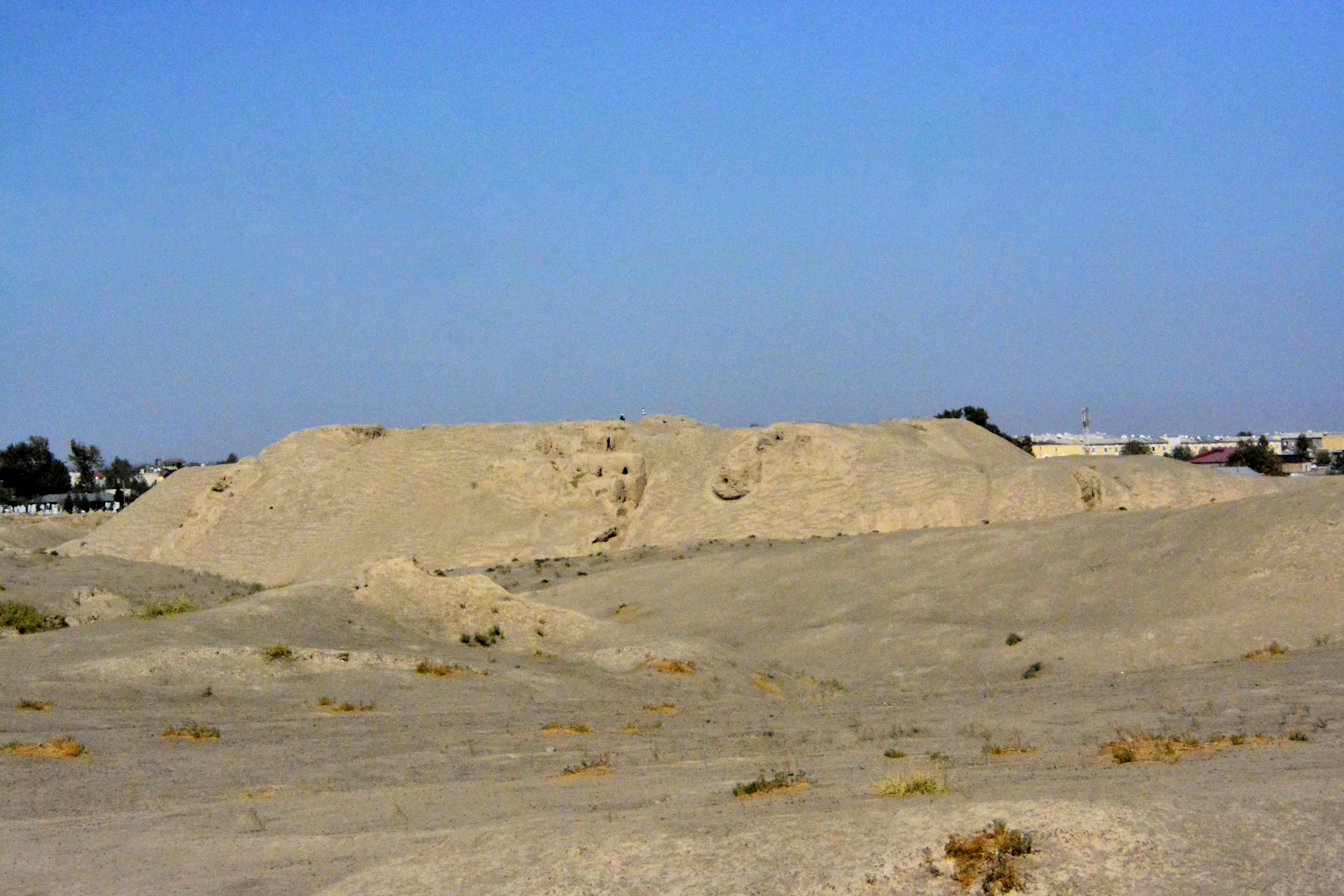
Ciudadela helenística de Afrasiab.
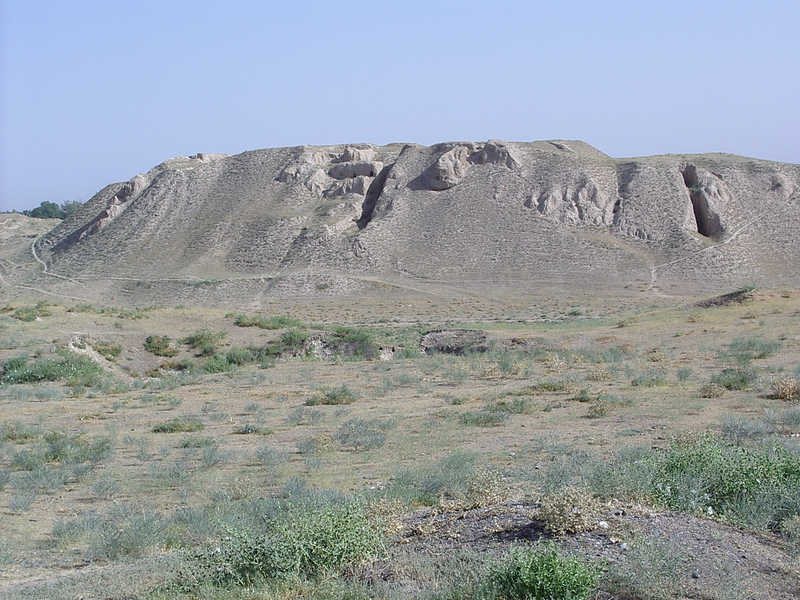
Ruinas de Afrasiab.

#### Murales

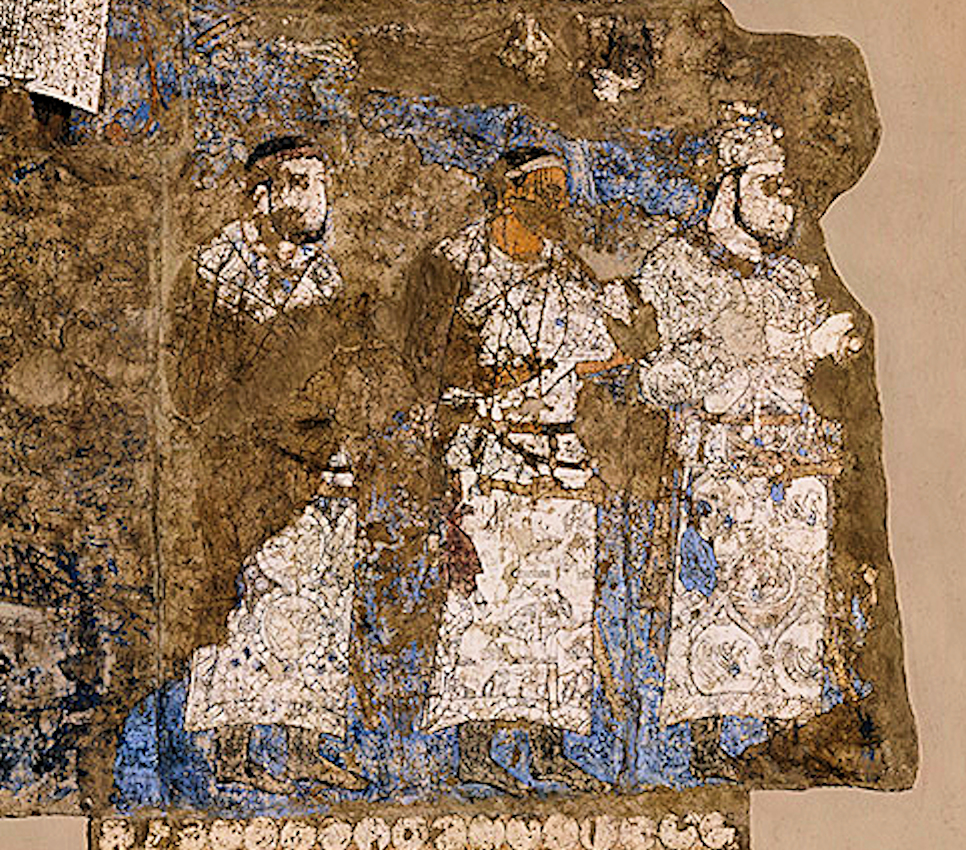
Embajadores de Chaganian (figura central, con una inscripción en el cuello) y Chach (actual Tashkent) ante el rey Varkhuman de Samarcanda. 648–651 d. C., murales de Afrasiab, Samarcanda.

Unos notables murales muestran a Varkhuman, el rey de Samarcanda, en el siglo VII d. C. Se le ve siendo visitado por embajadas de numerosos países, incluida China. También hay una inscripción en los murales que lo mencionan directamente, y su nombre también es conocido en la historia china.
Uno de muestra una embajada china llevando seda y una ristra de capullos de gusanos de seda al gobernante sogdiano local.
Las escenas representadas en los murales pueden haber sido pintadas en 648-651 d. C., cuando el Khaganate turco occidental estaba en sus últimos días y la dinastía Han estaba aumentando su territorio en Asia Central, o poco después de 658 d. C., cuando la dinastía Tang había conquistado el Khaganate turco occidental y el rey de Samarcanda Varkhuman podía entablar contactos directamente con China.

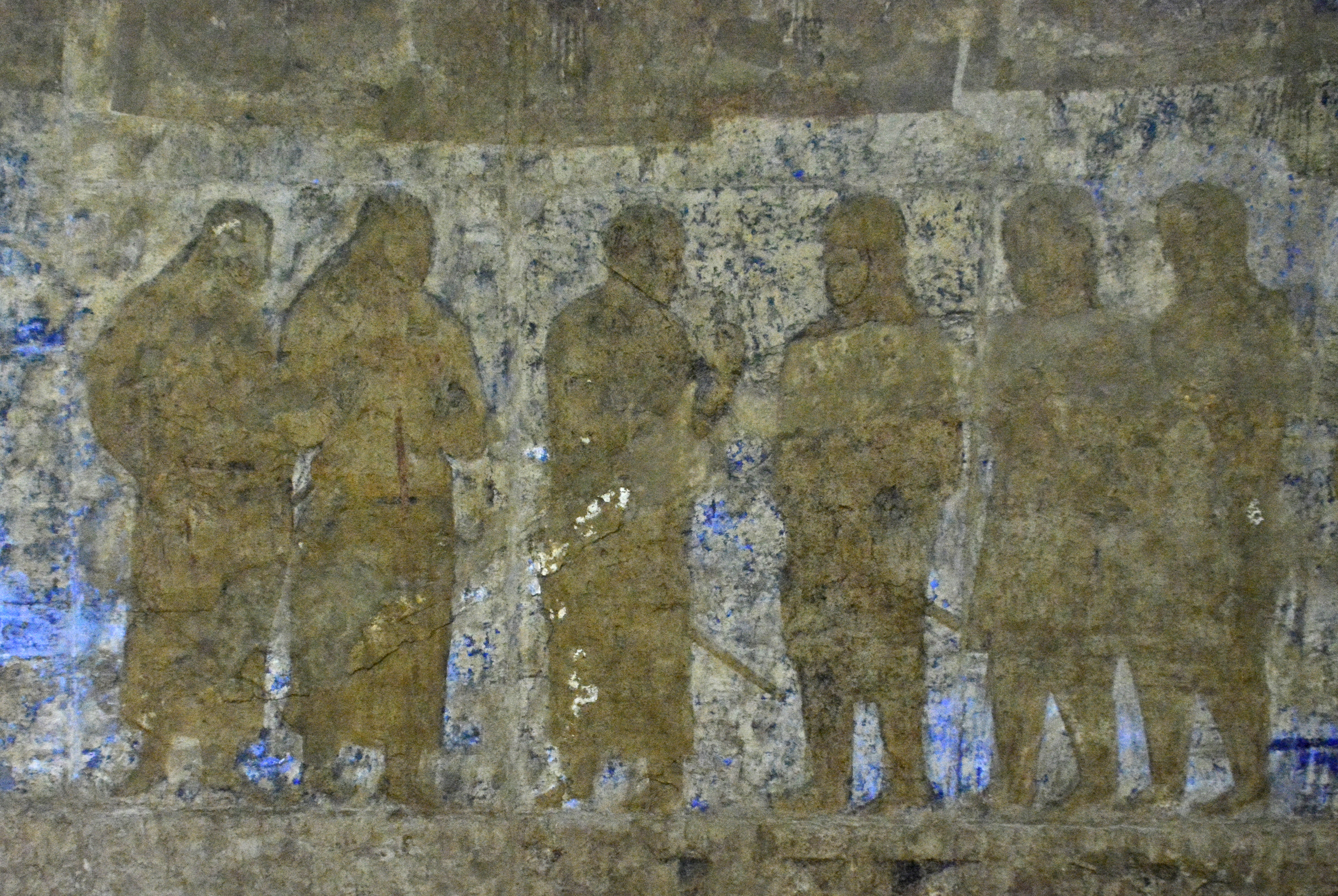
Fresco del palacio de Afrasiab, siglos VII-VIII. Chambelanes e intérpretes sogdianos presentan a mensajeros tibetanos.
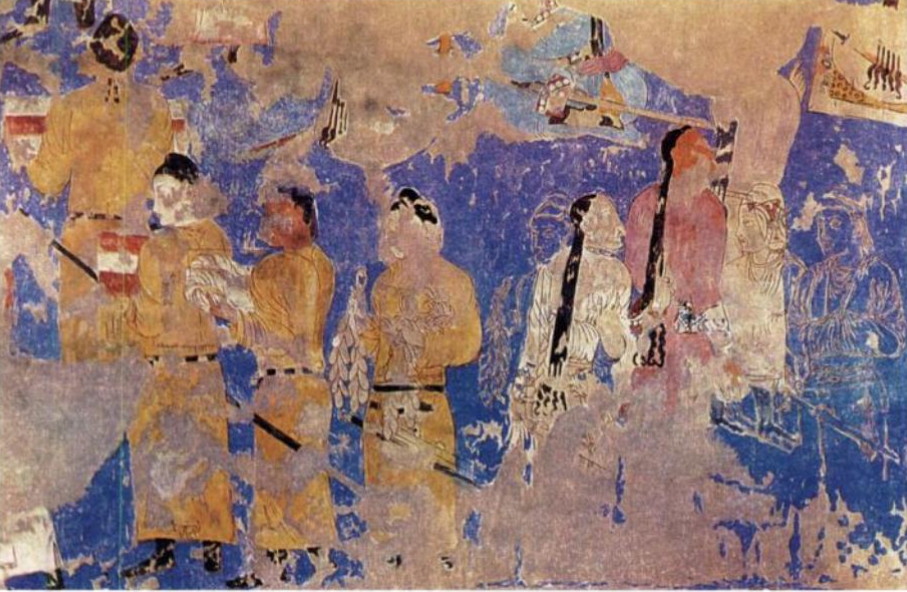
Embajada China (izquierda), portando seda y una ristra de capullos de gusano de seda, y delegaciones turcas (derecha), reconocibles por sus largas trenzas.
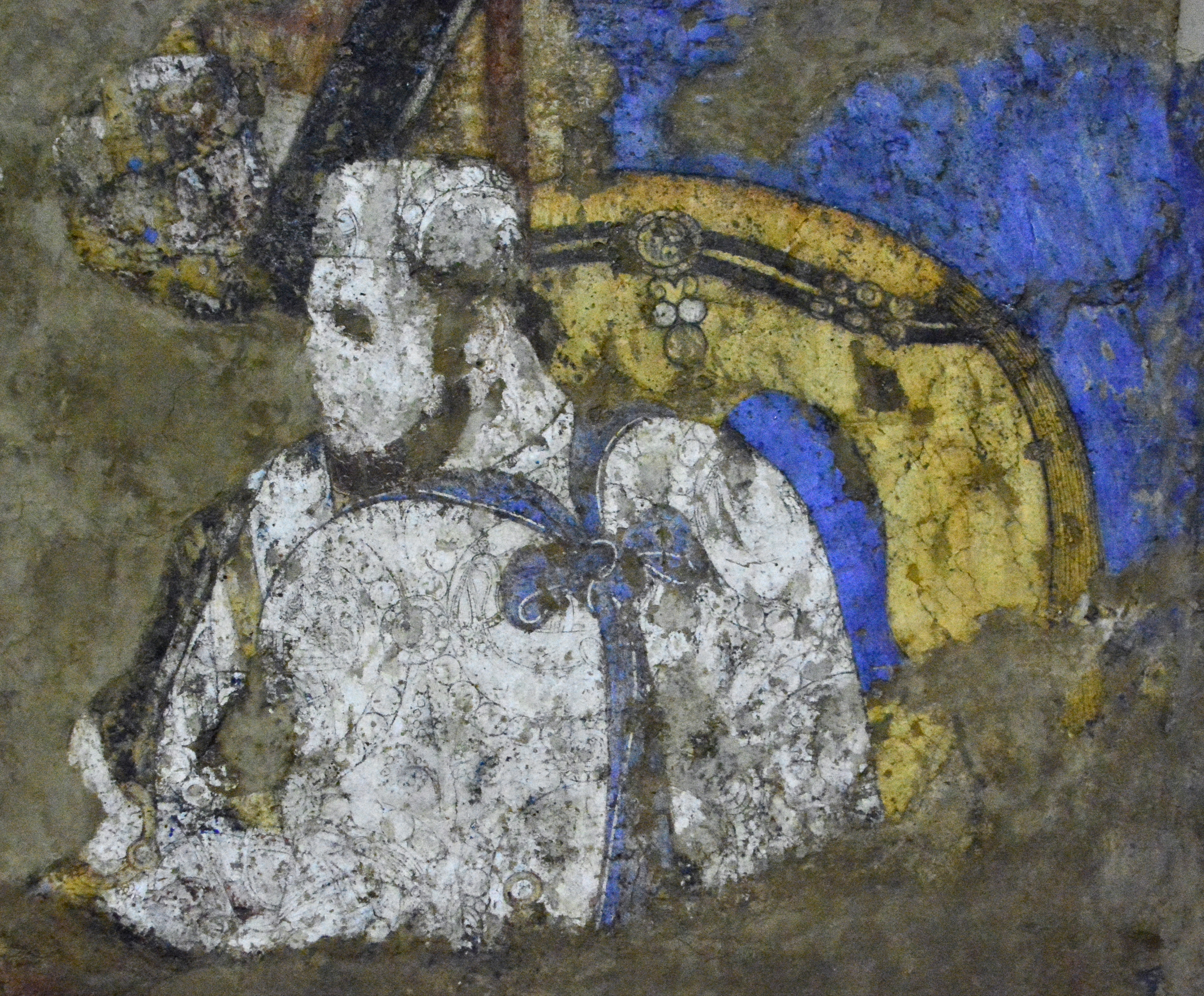
Fresco del palacio de Afrasiab, siglos VII-VIII (detalle de un jinete).
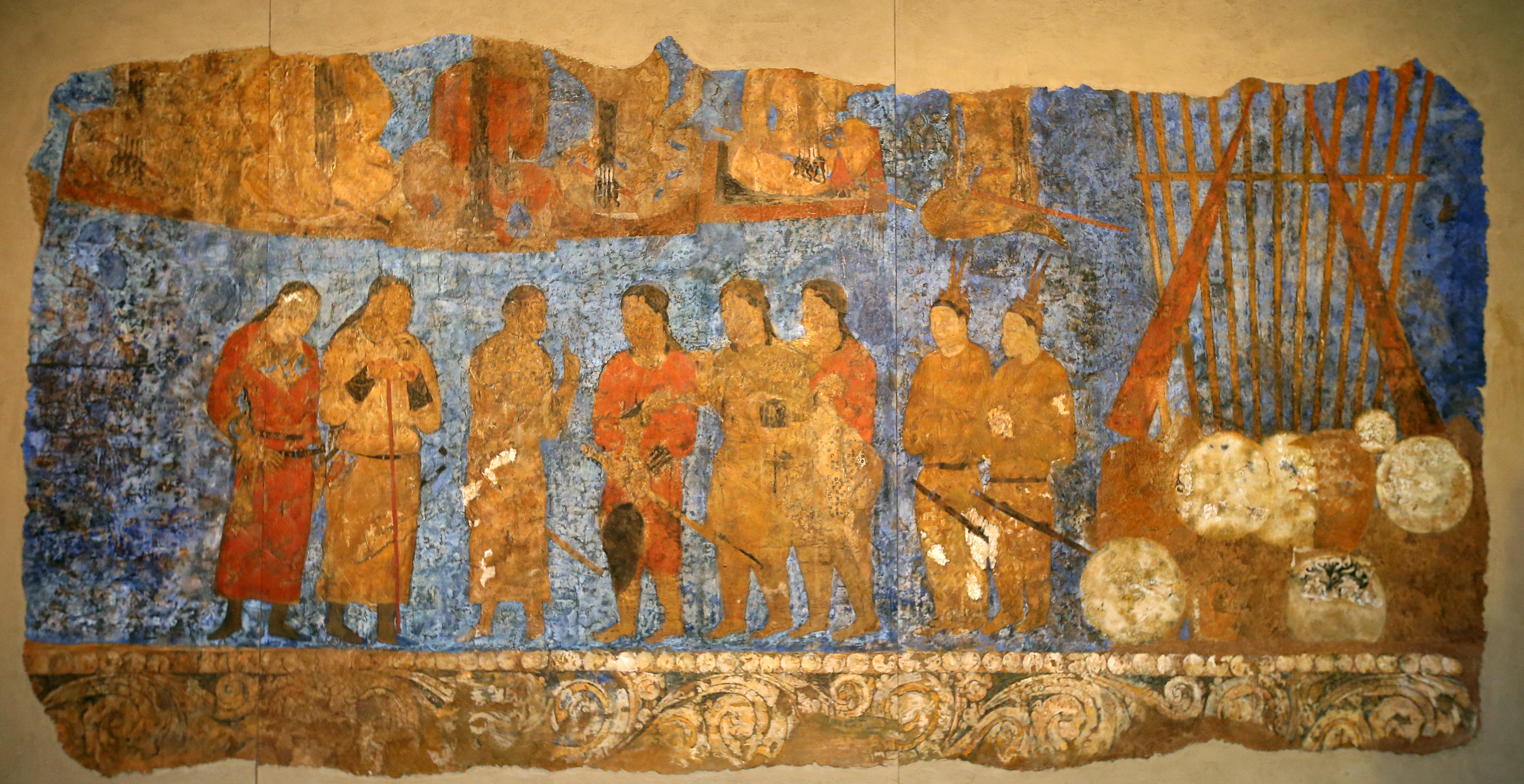
Pintura mural en el Salón de Embajadores.
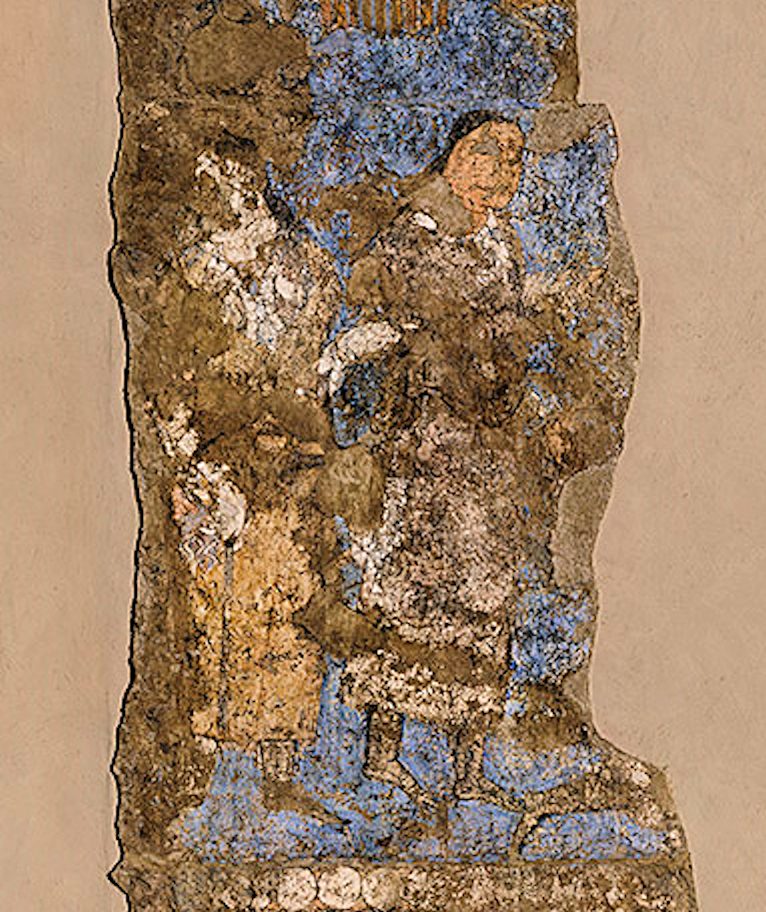
Dignatarios turcos visitando al rey Varkhuman en Samarcanda. Uno de ellos está etiquetado como procedente de Argi (Karashahr en la actual Xinjiang).
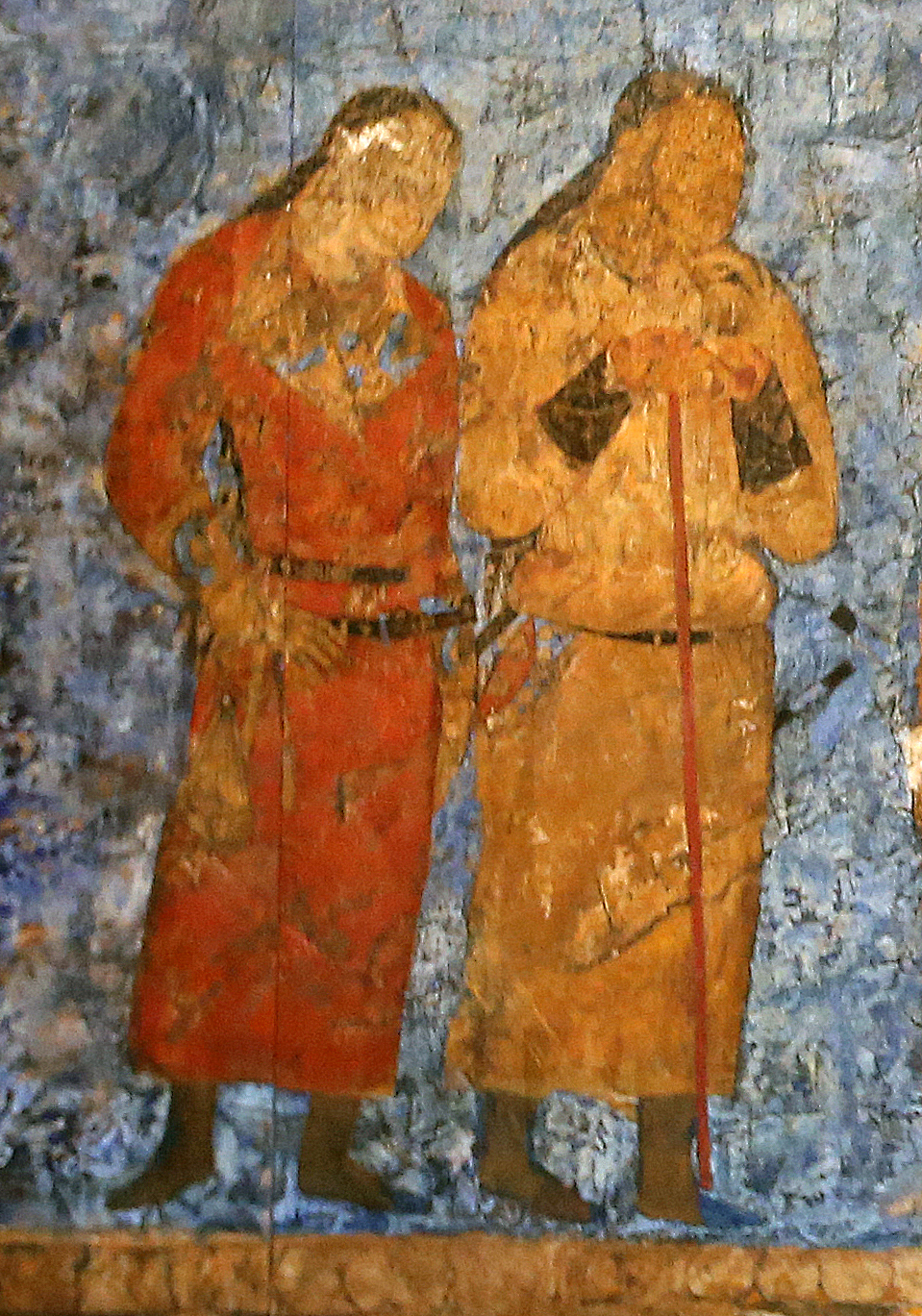
Oficiales turcos durante una audiencia con el rey Varkhuman de Samarcanda. 648-651 d. C., murales de Afrasiab, Samarcanda.[10][12] Se les reconoce por sus largas trenzas.

### Período islámico
Los árabes sitiaron la ciudad de Samarcanda capturándola en el año 722 d. C., y establecieron una mezquita bajo el califato abasí, que data del 750 al 825 d. C.

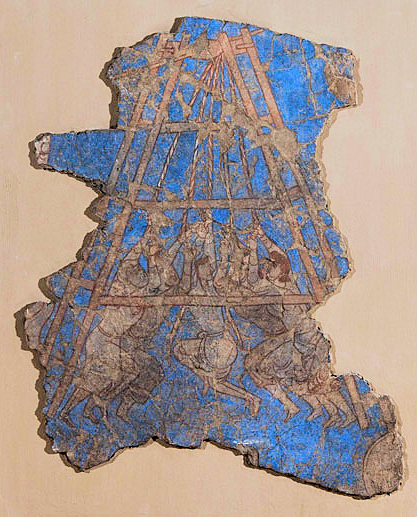
Árabes sitiando la ciudad de Samarcanda, capturada en el 722 d. C.. Palacio de Devastich (706-722 d. C.), mural Penjikent.
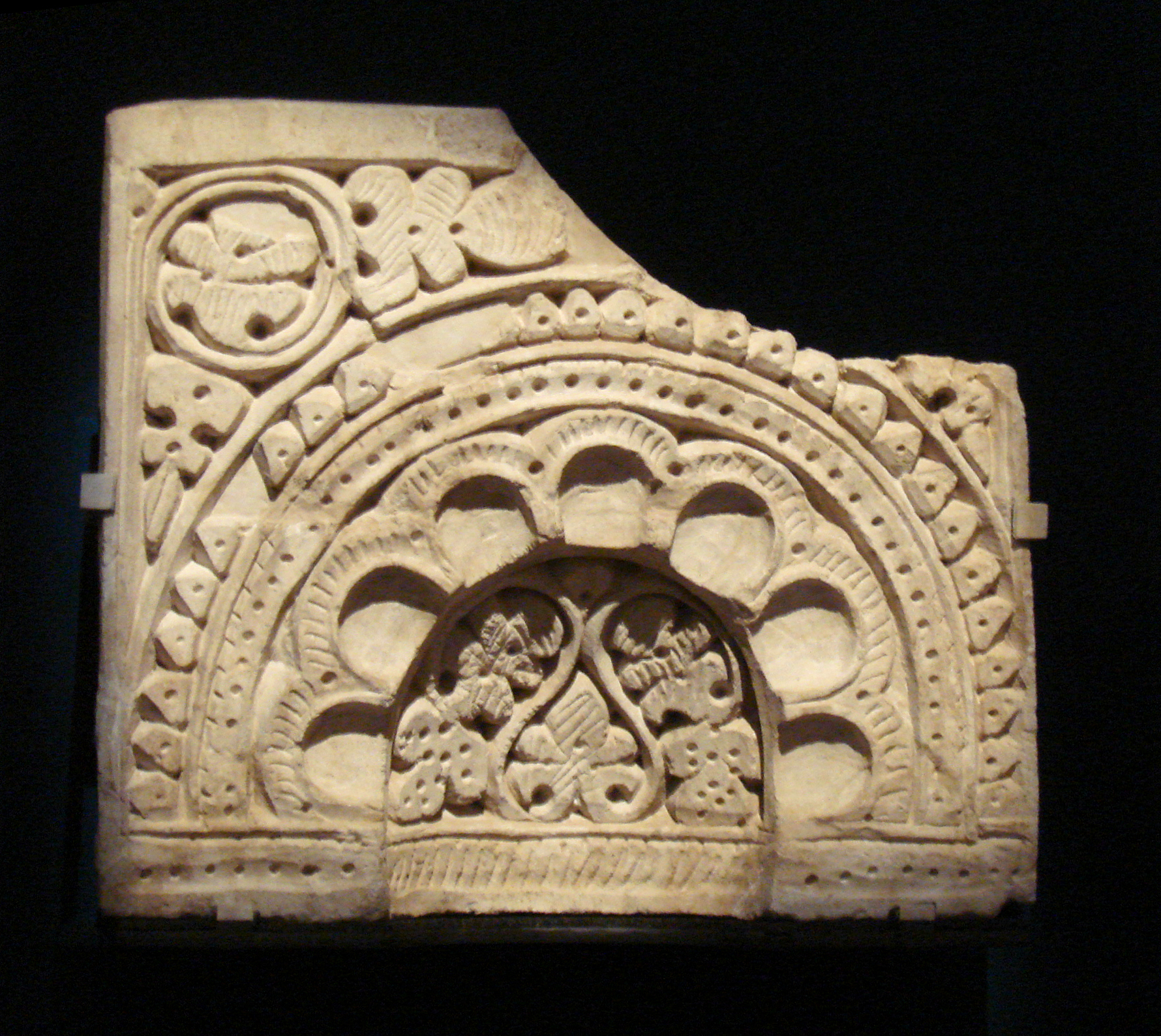
Nicho decorado de la mezquita abbasí de Afrasiab, Samarcanda en la región de Sogdia, 750-825 d. C.

### Artesanía

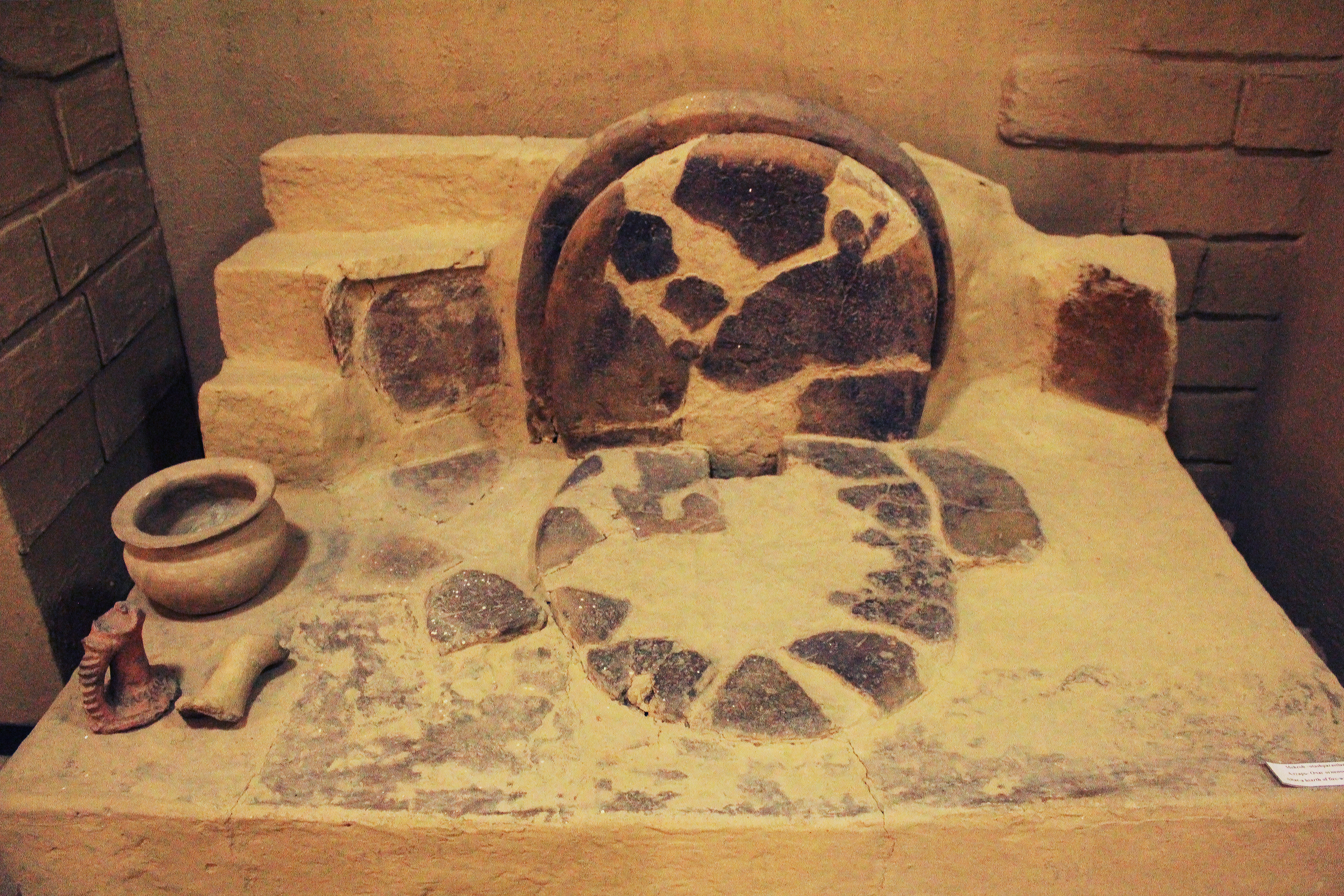
Altar de fuego de los adoradores del fuego, siglos II-III d.C., Museo Afrasiyab.

La cerámica más utilizada en Afrasiab era la vidriada, que incluía las formas más comunes como platos, fuentes y cántaros.
Pero también se encontraron otros tipos de cerámica, la mayor parte sin vidriar, hecha con torno, bien cocida y decorada de forma sencilla en armonía con su propósito, lo que demuestra las habilidades del maestro. Incluía grandes vasijas, varios tipos de cántaros, járros, platillos y cuencos.
También se encontró cerámica de segunda clase, es decir menos perfecta e inferior. Las superficies de las jarras y vasijas hechas a mano fueron cuidadosamente pulidas y cubiertas con marcas en forma de líneas paralelas, diamantes, cruces y espirales. Según Vfatkin, esta cerámica pertenece al período de la cultura Tripolje.
Además se encontraron numerosas losas de terracota y altares en miniatura, que estaban cubiertos por dentro y por fuera con una hermosa ornamentación floral estampada. Los altares tenían imágenes de pájaros, columnas y la inscripción árabe «alabanza a Dios».
También se producía vidrio, con el que se elaboraban pequeños frascos, redomas, vasos, tazones, copas de vino, copas, cucharas, jarras, garrafas y botellas.
Se encontraron lápidas para las que se utilizaron grandes losas de río de hasta un metro de longitud, la mayoría de ellas datan del siglo XII, en menor medida del XIII y escasamente del XIV. Cada lápida llevaba una inscripción grabada en árabe y mostraba el nombre de la persona enterrada y el año del entierro; algunas de las piedras estaban decoradas con arabescos. En una de las piedras no había ninguna inscripción, sólo el perfil grabado de una cabeza con una corona almenada, como aparece en las monedas de Bukhar-Khudats. En el otro extremo de la piedra estaban grabados un elefante y un pájaro.

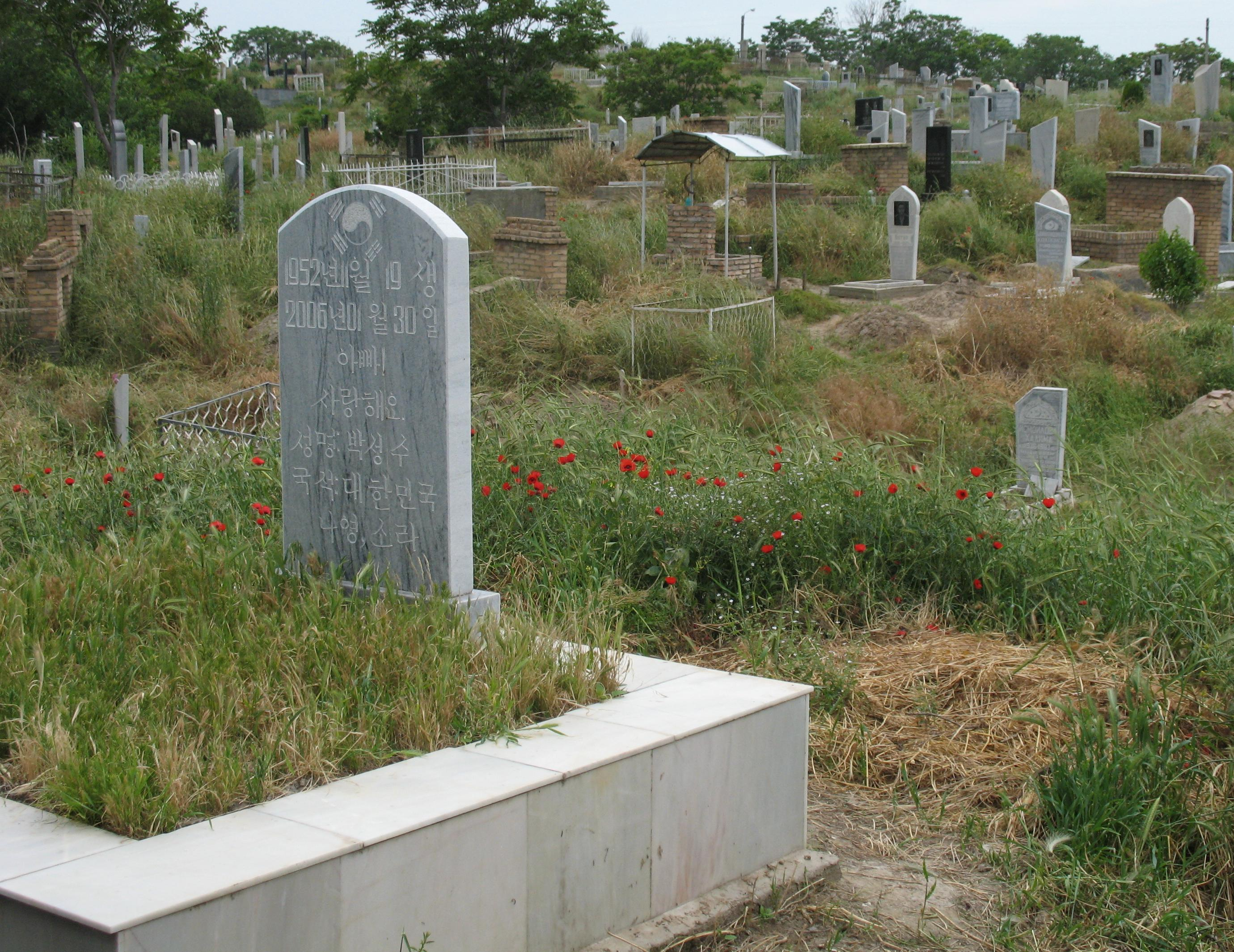
Cementerio en Afrasiab
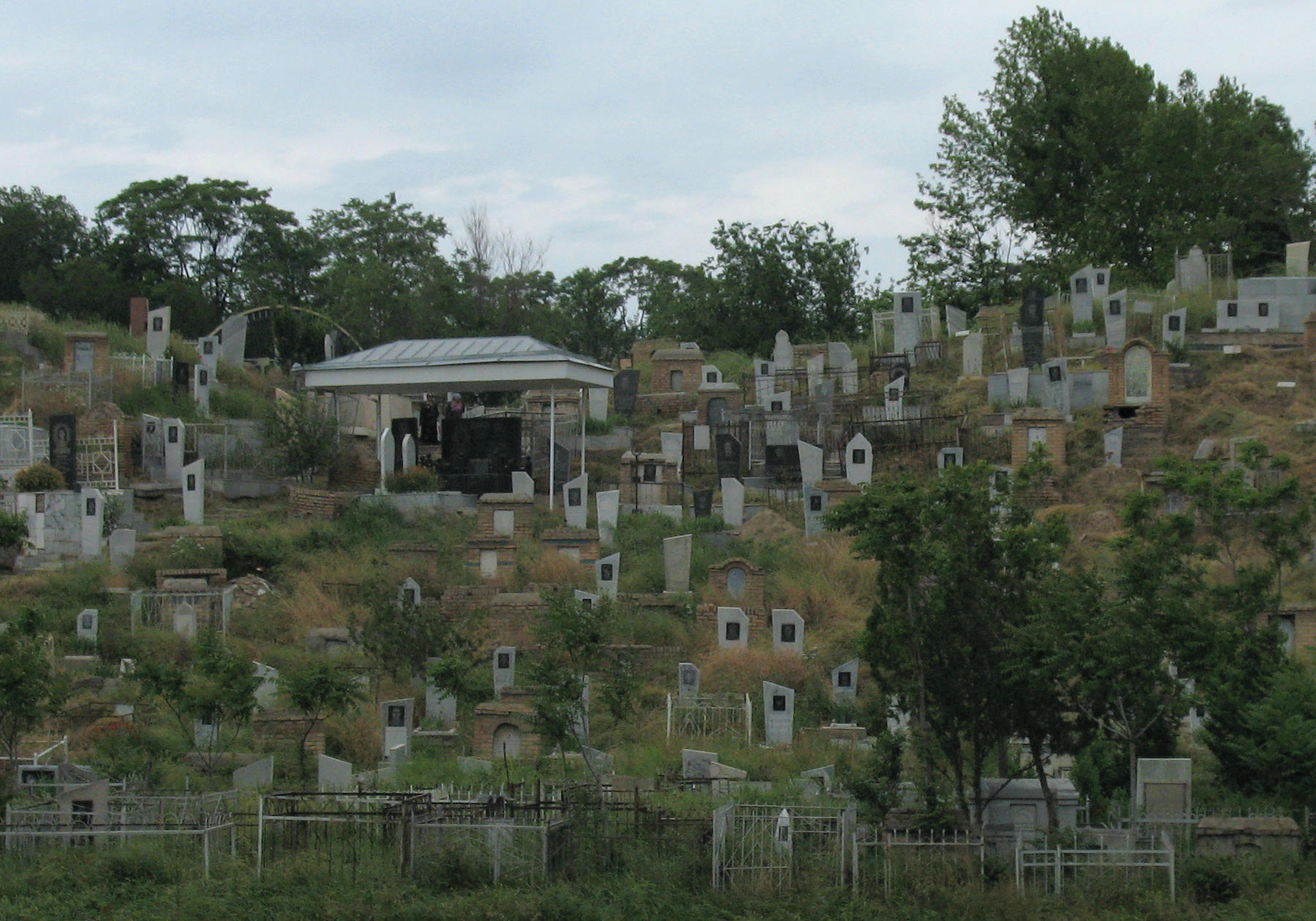